# Timofeï Kouliabine
Timofeï Kouliabine (en russe : Тимофей Александрович Кулябин) est un metteur en scène russe né le 10 octobre 1984 à Ijevsk. 

## Biographie
En 2002, il entre à l'Académie russe des arts du théâtre de Moscou en classe de Oleg Koudriachov (ru). Il crée son premier spectacle, Sur l'avenue Nevsky, d'après les récits de Gogol, alors qu'il est encore étudiant. 
En 2007, après ses études, il devient metteur en scène du théâtre de Novossibirsk Le Flambeau Rouge où il crée plusieurs spectacles,. En même temps, il se produit à Moscou, à Saint-Pétersbourg, à Iaroslavl et à Riga. 
En 2009, au théâtre d'opéra et de ballet de Novossibirsk, il met en scène l'opéra de Borodine Le Prince Igor, qui lui apporte la nomination pour le Masque d'Or - le prix principal national de théâtre, dans la catégorie «La meilleure réalisation d'opéra». L'année suivante, il reçoit la nomination du Masque d'Or dans deux catégories à la fois : «Le meilleur spectacle dramatique de grand format» et «Le meilleur metteur en scène» pour sa réalisation de «Macbeth» de Shakespeare. 
En 2010, Timofeï Kouliabine reçoit le titre de «l'Homme de l'année» dans le domaine de l'art et de la culture pour son activité professionnelle et son apport au développement du théâtre de la ville de Novossibirsk. Ses spectacles ont été plusieurs fois en tournée en Russie et à l'étranger. 
En 2011, Kouliabine présente Bez Slov (sans un mot) pour le festival RussenKo 2011 au Kremlin-Bicêtre[réf. nécessaire].
La réalisation de Onéguine d'après le roman de Pouchkine, qui a demandé deux ans de travail du maître, reste le spectacle le plus connu de Kouliabine. En 2014, ce spectacle est récompensé par un prix spécial décerné par le Masque d'Or. 
En 2015, Kouliabine met en scène le Tannhäuser de Wagner à Novossibirsk,,,.
En 2017, il met en scène l'opéra «Rigoletto» de Giuseppe Verdi à l'opéra de Wuppertal.
En automne 2017, son spectacle «Три сестры» (Les trois sœurs) d'Anton Tchekov en langue des signes russe surtitré en français et en anglais est à l'affiche de la Comédie de Valence, du Théâtre de l'Odéon (joué aux ateliers Berthier) à Paris,, et du Théâtre Garonne.
Depuis 2017, il est candidat au Prix Europe Réalités Théâtrales du Prix Europe pour le théâtre.

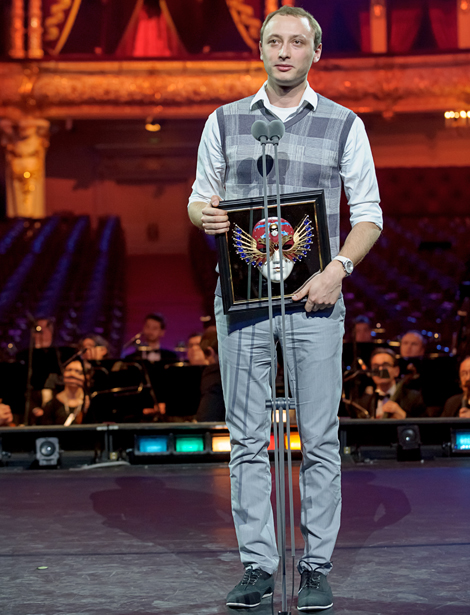
Timofei Kouliabine au Masque d'or (Russie) en 2014

### Multimédia
- [vidéo] « Macbeth. Trailer », sur YouTube

- [vidéo] « Masquerade. Trailer », sur YouTube
- [vidéo] « No words. Trailer », sur YouTube
- [vidéo] « The Overcoat. DRESS CODE. Trailer », sur YouTube
- [vidéo] « Onegin. Trailer », sur YouTube
- [vidéo] « Electra. Trailer », sur YouTube
- [vidéo] « KILL. Trailer », sur YouTube
- [vidéo] « Sheakspearesonnets. Trailer », sur YouTube
- [vidéo] « Tannhäuser. Trailer », sur YouTube
- [vidéo] « DREI SCHWESTERN », sur YouTube